# Shali (socken)
Shali (kinesiska: 沙里瑶族乡, 沙里) är en socken i Kina. Den ligger i den autonoma regionen Guangxi, i den södra delen av landet, omkring 220 kilometer nordväst om regionhuvudstaden Nanning. Antalet invånare är 15383. Befolkningen består av 7 424 kvinnor och 7 959 män. Barn under 15 år utgör 26,0 %, vuxna 15-64 år 63 %, och äldre över 65 år 9,0 %.
Genomsnittlig årsnederbörd är 1 609 millimeter. Den regnigaste månaden är juni, med i genomsnitt 346 mm nederbörd, och den torraste är februari, med 25 mm nederbörd.